# Partit per la Pau i l'Orde
Partit per la Pau i l'Orde va ser un partit polític conservador de Letònia al període d'entreguerres.

## Història
El partit va ser fundat en 1925, i va guanyar dos escons en les eleccions legislatives d'aquest any. Va tindre un escó a les eleccions de 1928, i l'any 1931.

## Ideologia
El partit va tenir una política econòmica clàssica i donava suport als drets de la propietat privada. Va formar part de l'anomenat «bloc nacional» al Saeima, al costat del d'Unió Nacional i d'Unió Nacional Cristiana.

## Resultats electorals
| Any  | Vots   | %    | Escons  | +/- |
| ---- | ------ | ---- | ------- | --- |
| 1925 | 13,948 | 1.68 | 2 / 100 | Nou |
| 1928 | 14,736 | 1.58 | 1 / 100 | 1   |
| 1931 | 15,192 | 1.57 | 1 / 100 | =   |